# Enrique Vázquez del Mercado
Carlos Enrique Vázquez del Mercado Gutiérrez (Guadalajara, Jalisco 31 de julio de 1950-16 de junio de 2011) fue un futbolista mexicano que jugaba en la posición de portero. Jugó para el Club Deportivo Guadalajara, Club América, el desaparecido Atlético Español (hoy Necaxa), Tiburones Rojos de Veracruz, Pumas de la UNAM, Tecos de la UAGAtlante, y el Tampico-Madero.
Soy su nieto

## Jugador
Surge de Chivas y debuta con el América en la temporada 1969, siempre fue el tercer portero del Rebaño durante su estancia en el equipo, por atrás del "Coco" Rodríguez y del "Cuate" Calderón. En ese entonces Guadalajara contaba con cuatro grandes porteros, Nacho Calderón, Gilberto Rodríguez, José Antonio Valdivia y el mismo Vázquez del Mercado, todos de gran calidad y con la imposibilidad de mantenerlos en el mismo equipo, hubo necesidad de  traspasar a dos siendo ellos Antonio Valdivia que pasó al Deportivo Toluca y Enrique Vázquez del Mercado que salió a préstamo para el América, donde jugó los campeonatos 1969-70 y México 70, regresó en el 1971, al no arreglarse en su contratación cuando el Club América trajo de la Segunda División a Amado Palacios, "el Tarzán" el cual fue colocado como titular en el inicio de ese campeonato. 
En Chivas se lesionaron "el Coco" Rodríguez y Calderón y tuvo oportunidad de jugar al final de la temporada 1971-72, de inmediato causó impacto agradable y fue determinante para que Chivas llegara a las finales. En la liguilla contra Cruz Azul tuvo una actuación memorable y Chivas ganó el partido de ida 1-0, aunque fue eliminado en la vuelta.
Fue transferido al desaparecido Atlético Español (hoy Necaxa) al final de esa temporada y después circuló por varios equipos, los Tiburones Rojos de Veracruz, los Pumas de la UNAM, Tecos de la UAG,  Club de Fútbol Atlante, y el Tampico Madero. Estuvo un poco en la selección sub-23 a cargo de Javier de la Torre, pero no le alcanzó para desbancar a Rafael Puente y Francisco Castrejón, quienes eran los porteros de selección en ese tiempo.
Fue Campeón del fútbol mexicano con el equipo Pumas en la temporada 1976-1977. Falleció el 16 de junio del 2011.

## Clubes
| Club                        | País   | Año       |
| --------------------------- | ------ | --------- |
| Club Deportivo Guadalajara  | México | 1960-1969 |
| Club América                | México | 1969-1970 |
| Club Deportivo Guadalajara  | México | 1970-1972 |
| Atlético Español            | México | 1972-1974 |
| Tiburones Rojos de Veracruz | México | 1974-1975 |
| Pumas de la UNAM            | México | 1975-1977 |
| Tecos de la UAG             | México | 1978-1979 |
| Club de Fútbol Atlante      | México | 1980-1981 |
| Tampico-Madero              | México | 1981-1982 |